# Û

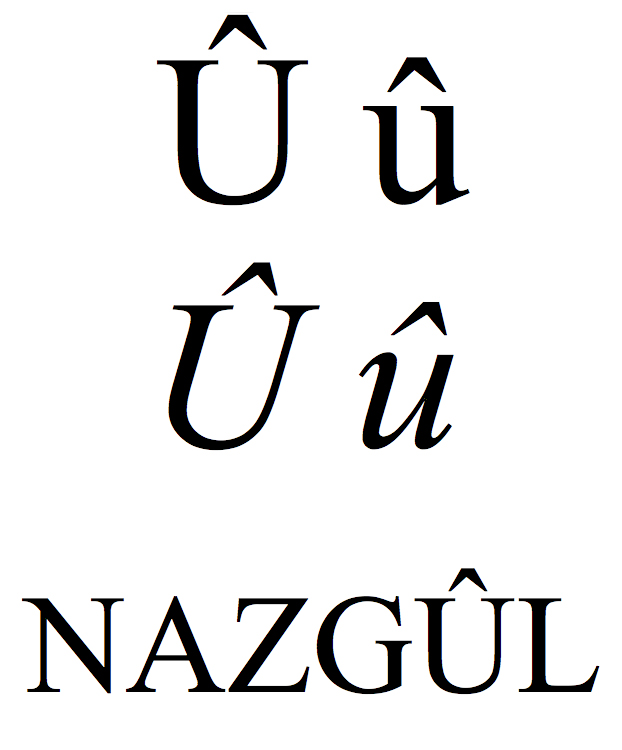
Û em duas formas: Maiúscula e minúscula, e um exemplo de uso da letra: Nazgûl.

Û é a letra do alfabeto latino (u) com um acento circunflexo. É pronunciada como (iu).

## Uso

### Romanização
Romanização do cirílico
Esta letra é utilizada em alguns padrões de transliteração cirílica como a letra Ю :
GOST 16876-71 tabela 1 ISO 9 (ISO 9:1986 e ISO 9:1995).
Romanização do chino
Se usa em Wade-Giles (um dos sistemas de romanização do Chinês) para a vocal apical dental não redondeada como em tzû, tz'û, ssû, correspondente ao presente zi, ci, si no Pinyin respectivamente.
Romanização do Japão
Representas うう nos sistemas de romanização Nihon-shiki e Kunrei-shiki.